# Marisa Monte (album)
Marisa Monte (noto anche come Marisa Monte ao vivo o semplicemente MM) è un album dal vivo della cantante brasiliana Marisa Monte, pubblicato nel 1989 dalla Odeon EMI.

## Descrizione

### La storia
MM fu il primo disco della talentuosa cantante carioca Marisa Monte e, cosa abbastanza atipica per un esordio, fu registrato dal vivo e non in studio. Marisa nel 1988 era già un piccolo fenomeno musicale nel suo paese e si era fatta conoscere grazie a una serie di spettacoli dal vivo a Rio de Janeiro e a San Paolo diretta dal giornalista e scopritore di talenti Nelson Motta che l'aveva presa sotto la sua ala protettrice dopo averla sentita cantare a Venezia, quando Marisa era in Italia a studiare belcanto, e più tardi in uno spettacolo semi-professionale al Jazzmania di Ipanema.
Con un repertorio di cover di musica pop, jazz, funk e di MPB, grazie ad un talento innato e una presenza scenica notevole, la giovane cantante era già stata notata dalla stampa specializzata e dalle personalità dell'industria discografica brasiliana. Qualcuno era arrivato a definirla «il maggior talento vocale dai tempi di Gal Costa».
Nel settembre del 1988 Marisa si esibì al Teatro Villa-Lobos di Copacabana dove in quattro serate registrò uno spettacolo televisivo diretto da Nelson Motta e da Walter Salles (registra poi conosciuto per il film Central do Brasil) e prodotto da Lula Buarque de Hollanda.
Especial Marisa Monte, trasmesso da Rede Manchete, ebbe uno straordinario successo e vinse un premio come miglior programma musicale dell'anno. Era la prima artista brasiliana a cui veniva dedicato uno show di un'ora alla televisione senza aver fatto prima un disco. La EMI acconsentì a produrre lo spettacolo e a ricavarne un home video.
Dalle registrazioni dello spettacolo fu tratto il primo album di Marisa. Il disco ebbe molto successo grazie anche al traino del singolo Bem que se quis, versione in portoghese di E po' che fá di Pino Daniele, che entrò a far parte della colonna sonora della telenovela O Salvador da Pátria di Rede Globo. Il disco vendette 500 000 copie in Brasile, consacrando Marisa a nuova stella della musica brasiliana.
Nel 2007 MM fu inserito nella classifica dei 100 dischi più importanti della storia della musica brasiliana dalla edizione brasiliana della rivista Rolling Stone.

### La musica
MM raccoglie alcuni dei brani che Marisa Monte interpretò durante i concerti al Teatro Villa-Lobos e che facevano già parte del suo repertorio negli spettacoli Jazzmania di Rio de Janeiro del 1987 e in giro per il Brasile durante il 1988 (Tudo veludo, Volta a sampa, Aeroshow). Non si tratta di brani originali, ma di standard del jazz e cover di artisti brasiliani e statunitensi.
La prima parte del disco contiene canzoni di stampo rock provenienti dal repertorio brasiliano e alcuni brani della tradizione musicale carioca e bahiana.
Comida è un brano del repertorio dei Titãs, gruppo rock paulista di cui erano membri i futuri parceiros Arnaldo Antunes e Nando Reis. Bem que se quis è la versione con testo in portoghese scritto da Nelson Motta di E po' che fá di Pino Daniele (che Marisa aveva verosimilmente sentito durante il suo soggiorno italiano). La divertente Chocolode è scritta da Tim Maia (altra scoperta di Motta), Ando meio desligado di Rita Lee proviene dal repertorio degli Os Mutantes, mentre Negro gato di Getúlio Côrtes proviene dal repertorio di Roberto Carlos ai tempi della "Jovem Guarda'".
Preciso me encontrar è un vecchio successo del sambista Cartola, O xote das meninas è un classico del "re do baião" Luiz Gonzaga in una particolare versione reggae, Lenda das sereias, rainha do mar è un samba-enredo di un vecchio carnevale del 1976: sono gli unici veri omaggi del disco alla tradizione musicale brasiliana.
Il disco termina con una serie di classici della musica nordamericana. Fa da ponte la divertente South American Way vecchio classico di Carmen Miranda. Seguono una versione reggae del successo di Marvin Gaye I Heard It Through the Grapevine, quindi Bess, You Is My Woman Now da Porgy and Bess di Gershwin e infine Speak Low, un vecchio standard composto da Kurt Weill con il testo di Ogden Nash.
In Bess, You Is My Woman Now Marisa Monte duetta con il cantante del gruppo Nouvelle Cousine con i quali si era già esibita l'anno precedente a San Paolo.
Speak Low fu registrata "dal vivo" in studio durante la post-produzione del disco e non è la versione dei concerti. Nello spettacolo televisivo e nel relativo home video pubblicato in contemporanea con l'album e che contiene una scaletta diversa e alcuni brani in più, sono presenti come ospiti anche il cantante Ed Motta e il fisarmonicista Chiquinho do Acordeon, assenti invece nel disco.

## Tracce
1. Comida - (Arnaldo Antunes, Marcelo Frommer, Sérgio Britto) - (4:13)
2. Bem que se quis (E po' che fá) - (Pino Daniele, Nelson Motta) - (3:38)
3. Chocolate - (Tim Maia) - (3:17)
4. Ando meio desligado - (Arnaldo Dias Baptista, Rita Lee, Sérgio Dias Baptista) - (3:01)
5. Preciso me encontrar - (Candeia) - (3:42)
6. O xote das meninas - (Zé Dantas, Luiz Gonzaga) - (4:06)
Severina Xique-Xique - (João Gonçalves, Genival Lacerda)
7. Negro gato - (Getúlio Côrtes) - (4:59)
8. Lenda das sereias, rainha do mar - (Vicente Mattos, Dinoel, Arlindo Velloso) - (4:10)
9. South American Way - (Jimmy McHugh, Al Dubin) - (1:51)
10. I Heard It Through the Grapevine - (Norman Whitfield, Barret Strong) - (3:46) (*)
11. Bess, You Is My Woman Now - (Ira Gershwin, Dubose Heyward, George Gershwin) - (5:11)
12. Speak Low - (Kurt Weill, Ogden Nash) - (3:27)

(*) Presente solo nella versione su CD e non nel Long playing.

## Formazione
- Marisa Monte - voce
- Edu Szajnbrum - batteria
- Marcos Suzano - percussioni
- Paulo Muylaert - chitarra
- Roberto Alves - pianoforte
- Ronaldo Diamante - basso
- Saulo Dansa - tromba
- Joana Motta, Letícia Monte, Suzana Ribeiro - cori
- Eduardo Souto Neto - tastiere (traccia numero 2), pianoforte (traccia numero 12)
- Paulo Mora - clarinetto (traccia numero 7)
- Alceu Maia - cavaquinho (tracce numero 5, numero 8)
- Quarteto de Cordas (traccia numero 11):
  - Michel Bessier e Bernardo Bessler - violino
  - Jaques Morelenbaum - violoncello
  - Marie Christine Bessler - viola
- Nouvelle Cousine (traccia numero 11):
  - Carlos Fernando Nogueira - voce
  - Luca Raele - clarinetto
  - Mauricío Tagliani - chitarra
  - Guga Stroeter - vibrafono
  - Flávio Mancini - contrabbasso
- Luiz Alves - contrabbasso (traccia numero 12)
- Luiz Cláudio Ramos - chitarra classica (traccia numero 12)
- Téo Lima - batteria (traccia numero 12)

## Edizioni
- 1989, LP, Odeon EMI, 064 791761 1, Brasile
- 1989, CD, Odeon EMI, 364 791761 2, Brasile
- 1992, CD, Capitol Records, 91761, USA
- 1992, CD, World Pacific, B2-91761, USA
- 1993, CD, EMI, 364 791761 2, internazionale